# 健康クイズ
健康クイズ（けんこうクイズ）
- 日本テレビ系列『午後は○○おもいッきりテレビ』で放送されていた番組内企画。
- テレビ東京系列とフジテレビ系列で放送されていた番組。

ここでは下段について記述する。
『健康クイズ』とは、1981年10月3日から1988年3月26日まで土曜日の朝に15分間放送されていたテレビマンユニオン制作の健康情報クイズ番組である。前期にはテレビ東京で、後期にはフジテレビで放送されていた。いずれも郵政省簡易保険局（クレジット表記は「郵便局の簡易保険・郵便年金」、現・かんぽ生命）の単独提供。正式タイトルは、テレビ東京版が『みんな元気に!健康クイズ』で、フジテレビ版が『みんな楽しく!健康クイズ』である。
両番組ともに、月最終週の土曜日には番組のラストで各解答者の成績発表を行っていた。1か月間に出題された問題にすべて正解し続けたいわゆる全問正解者には、ちょっとしたご褒美を贈呈していた。

## 出演者

### 司会
- 長門裕之（テレビ東京版）
- 渡辺文雄 → 菅原洋一（フジテレビ版）

### 出題者・アシスタント
- 白井京子

### 解答者
- 菅原洋一
- 木内みどり
- 犬塚弘
- 福地泡介
- 中村紘子
- 海老名美どり
- マーシャ・クラッカワー
- ほか

## テーマ曲
- 健康クイズ・オリジナルテーマ（テレビ東京版、作曲：不詳）
- it's beautiful sunny day （フジテレビ版、歌：菅原洋一）

## 放送時間
いずれも関東地区の時間帯とする（出典：）。
| 放送期間   | 放送期間   | 番組名                  | キー局     | 放送時間（日本時間） |
| ---------- | ---------- | ----------------------- | ---------- | -------------------- |
| 1981.10.03 | 1983.03.26 | みんな元気に!健康クイズ | テレビ東京 | 土曜 11:30 - 11:45   |
| 1983.04.02 | 1983.09.24 | みんな楽しく!健康クイズ | フジテレビ | 土曜 10:30 - 10:45   |
| 1983.10.01 | 1984.03.31 | みんな楽しく!健康クイズ | フジテレビ | 土曜 7:30 - 7:45     |
| 1984.04.07 | 1984.09.29 | みんな楽しく!健康クイズ | フジテレビ | 土曜 10:45 - 11:00   |
| 1984.10.06 | 1985.03.30 | みんな楽しく!健康クイズ | フジテレビ | 土曜 7:30 - 7:45     |
| 1985.04.06 | 1988.03.26 | みんな楽しく!健康クイズ | フジテレビ | 土曜 10:45 - 11:00   |

## 放送局

### テレビ東京版
- テレビ東京（前述参照）
- 札幌テレビ：土曜 8:00 - 8:15（先行放送）[4]
- 富山テレビ：土曜 8:15 - 8:30[5]
- 福井テレビ：土曜 8:00 - 8:15[6]

### フジテレビ版
- フジテレビ（前述参照）
- 北海道文化放送：土曜 10:30 - 10:45（1983年4月2日 - 9月24日） → 金曜 10:25 - 10:40（1983年10月7日 - 1984年3月23日）[注釈 1] → 土曜 10:45 - 11:00（1984年4月7日 - 9月29日） → 金曜 10:30 - 10:45（1984年10月5日 - 12月21日）[注釈 2] → 土曜 7:30 - 7:45（1985年1月5日 - 3月30日） → 土曜 10:45 - 11:00（1985年4月6日 - 1988年3月26日）[7]
- 富山テレビ：土曜 10:30 - 10:45（1983年4月2日 - 9月24日）→土曜 11:15 - 11:30（1983年10月1日 - 1984年3月31日）→土曜 10:45 - 11:00（1984年4月7日 - 9月29日）→土曜 11:15 - 11:30（1984年10月6日- 1985年3月30日）→土曜 10:45 - 11:00（1985年4月6日以降）[8]
- 石川テレビ：土曜 10:30 - 10:45（1983年4月2日 - 9月24日）→土曜 11:15 - 11:30（1983年10月1日 - 1984年3月31日）→土曜 10:45 - 11:00（1984年4月7日 - 9月29日）→土曜 11:15 - 11:30（1984年10月6日- 1985年3月30日）→土曜 10:45 - 11:00（1985年4月6日以降）[8]
- 福井テレビ：土曜 10:30 - 10:45（1983年4月2日 - 9月24日）→土曜 11:15 - 11:30（1983年10月1日 - 1984年3月31日）→土曜 10:45 - 11:00（1984年4月7日 - 9月29日）→土曜 7:30 - 7:45（1984年10月6日- 1985年3月30日）→土曜 10:45 - 11:00（1985年4月6日以降）[8]
- 四国放送：土曜 10:15 - 10:30[9]